# Stemwede
Stemwede är en kommun i Kreis Minden-Lübbecke i Regierungsbezirk Detmold i förbundslandet Nordrhein-Westfalen i Tyskland. Kommunen bildades 1 januari 1973 genom en sammanslagning av de tidigare kommunerna Arrenkamp, Destel, Dielingen, Drohne, Haldem, Levern, Niedermehnen, Oppendorf, Oppenwehe, Sundern, Twiehausen, Wehdem och Westrup.